# Sei Miglia
Sei Miglia è il termine storico che indicava una regione geografica del territorio della Repubblica di Lucca, che si estendeva per un raggio di sei miglia (presumibilmente romane), dalla città di Lucca, che corrispondono ad oltre 9 km, per una superficie totale di circa 250 km².

## Origini storiche

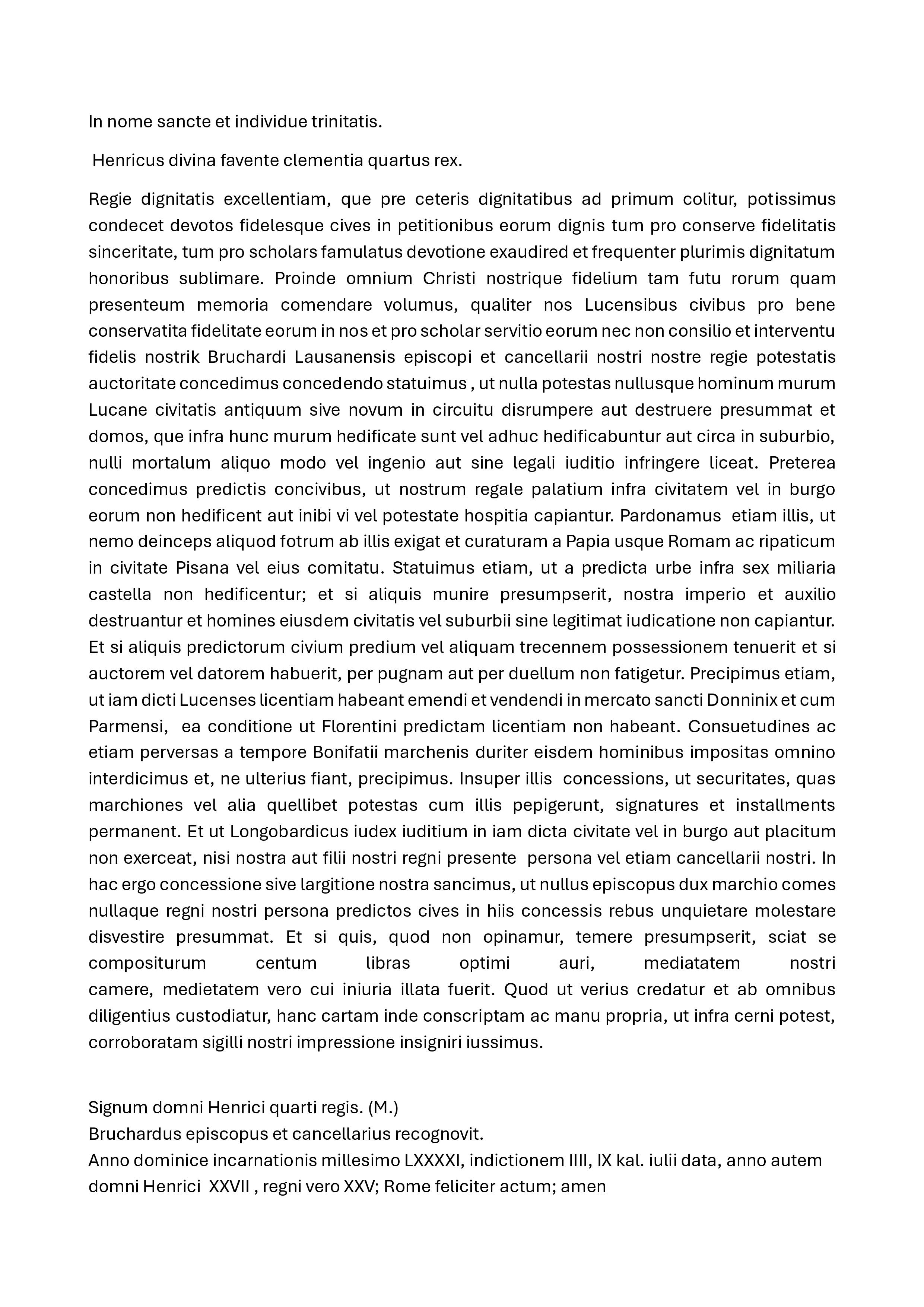
Diploma di Enrico IV tratto dal documento conservato presso MGH, Dipl. VI/2, n.334

La delimitazione territoriale vide la luce il 23 giugno 1081 a Roma, con l'emanazione di un diploma da parte di Enrico IV di Franconia, con cui, in un momento decisivo della lotta per le investiture, concedeva ai cittadini lucchesi giurisdizione su un territorio del raggio di sei miglia intorno alla città, quella sul contado, da sempre soggetto al capoluogo.
"Statuimus etiam, ut a predicta urbe infra sex miliaria castella non hedificentur; et si aliquis munire presumpserit, nostra imperio et auxilio destruantur et homines eiusdem civitatis vel suburbii sine legitima iudicatione non capiantur." "Stabiliamo anche che non siano edificati castelli entro sei miglia dalla predetta città; e se qualcuno osasse fortificare, siano distrutti con il nostro ordine e aiuto ; e gli uomini della stessa città o sobborgo non siano catturati senza un giudizio legittimo."
Il diploma è  conservato solo in copie assai tardive (seconda metà del XIII sec.).Per dovere di cronaca si riporta che sono state sollevate varie perplessità dalla storiografia sul contenuto della concessioni, che paiono esagerate, inverosimili o inusuali, come ad esempio l'esenzione del dovere di edificare il palazzo reale, mai concesso a nessuna città sottomessa. Del documento sono state rinvenute varie copie che si presumono contraffatte. 
Con i diplomi diretti alle città dell’Italia centro-settentrionale Enrico IV intendeva erodere il potere dell’aristocrazia marchionale, che poteva in qualche modo diventare troppo potente per poter essere controllata, in favore delle comunità cittadine, in anologia alla «riforma dello Stato» messa già in atto da Enrico IV nel regnum teutonicum.
Il diploma lucchese, essendo diretto ai cives lucchesi, segna un punto di svolta per Lucca, che per la prima volta non viene più rappresentata né dal vescovo né dal marchese. Alle concessioni enriciane si devono i semi del successivo fiorire della autonomia comunale, dato che "per la prima volta", come scrive Mauro Ronzani, "il re considerò l’insieme dei cittadini lucchesi come un'entità a sé". In seguito al supporto garantito dal Re che aveva sconfitto le truppe canossiane a Volta Mantovana del 15 ottobre 1080, la città nella primavera del 1081 si sollevò contro i poteri consolidati del papa, del vescovo e della contessa Matilde, promuovendo l'emancipazione della classe dirigente lucchese, "causidici", giudici e notai che avrebbero poi guidato la città verso l'autonomia comunale.
Alla concessione enriciana rilasciata a Roma seguirà il 19-20 luglio 1081 l'arrivo a Lucca di Enrico IV e del'anti-papa Clemente IIl ,  per procedere alla consacrazione a vescovo del suddiacono Pietro, che aveva capeggiato la rivolta dei canonici di San Martino e costretto il vescovo Anselmo II ad allontanarsi della città. Al medesimo vengono quindi conferiti i poteri del re, i  regalia , e quindi viene esautorata Matilde di Canossa, marchesa della Tuscia, che si interfacciava tra la civitas ed il re.
A rinforzare il concetto di Distretto delle Sei Miglia giunge nell'anno 1186 il diploma di Enrico VI, secondogenito dell'Imperatore Federico I, Romanorum Rex, che oltre a ribadire il proprio dominio sulla città ed i poteri di alcune famiglie possidenti (il Conte Ugolino, Ermanno di Porcari ed i suoi nipoti e i signori di Montemagno), delimita con precisione l'estensione del Distretto, indicando i Pivieri, chiamati Pleberium, interessati: Sesto di Moriano, Torre, Santo Stefano, San Macario, Monsacrati, Arliano, Massa, Vorno, Compito, San Paolo, Lunata, Lammari, Marlia, S.Pancrazio, Segrumigno, S.Gennaro.Il decreto reale, che viene riportato e commentato dallo storico Ciannelli, appare, rispetto al decreto di Enrico IV, ben più coercitivo e privo di alcuni privilegi, che erano già sospettati di non essere autentici, come il dirittto di non edificare il regale palatium o l'esenzione del ripaticum.

## La fascia di rispetto della civitas

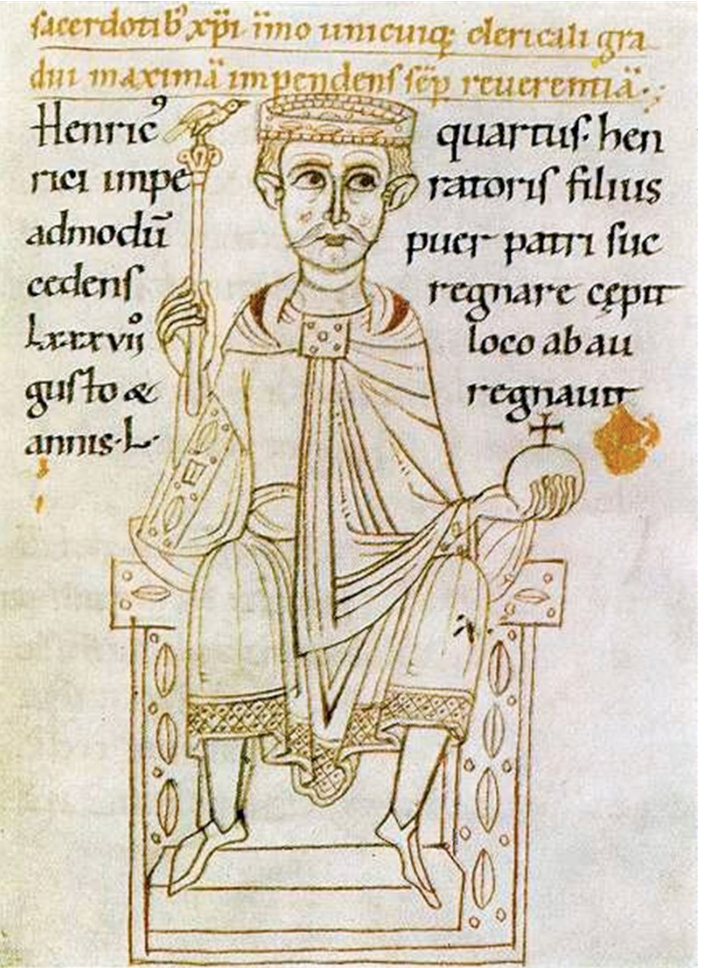
Rappresentazione di Enrico IV nella cronaca di Eccardo di Aura intorno al 1112/14 (Cambridge, Corpus Christi College, MS 373, fol. 60r).

La disposizione del 1081 impediva a chiunque di costruire castelli in tale area, benché all'epoca di Enrico IV vi fossero già nella zona almeno otto castelli fra vescovili e privati, di cui almeno due nel Compitese. Agli occhi dei cives lucenses avrebbero potuto rappresentare minacce alla sicurezza della città. Con questo atto, cosiddetto "privilegio", Enrico IV stabilizzò probabilmente una situazione già esistente: il predominio della città sulla pianura immediatamente circostante. Edifici fortificati nel contado lucchese che non fossero in mano a cives lucenses avrebbero potuto insidiare l'egemonia della civitas lucana. C'è anche chi ha pensato, come Savigni, che l'imperatore volesse impedire ai partigiani del papato di fortificare alcuni centri del contado, dove operavano di fatto signorie legate a Matilde di Canossa ed Anselmo II, come Porcari e Montemagno, dove potersi asserragliare contro il potere del vescovo scismatico Pietro, di nomina enriciana. Tale privilegio fu confermato un secolo dopo da Enrico VI di Svevia, imperatore del sacro romano impero, in data 30 aprile 1186. Uno delle conseguenze del Diploma può essere considerata la distruzione del castello di Vaccoli nel 1088 operata dal populus lucanus.
Nell'analogo diploma, concesso dal Re Enrico IV ai pisani nel medesimo anno e nella medesima occasione, non è prevista alcuna fascia di rispetto per la civitas, che non ne aveva necessità, anzi si liberalizza una parte del patrimonio fondiario posto nelle vicinanze della mura pisane, da vincoli di inalienabilità e indisponibilità in vigore fino a quel momento. Inoltre Pisa godeva di un rapporto privilegiato con l'imperatore, il quale perciò non invia alcun messo imperiale (missus domini imperatoris) permanente come invece fa con Lucca, dove delega a rappresentarlo Flaiperto, detto Donusdei, figlio dell'omonimo Flaiperto nominato nella stessa carica da Enrico III. Inoltre concesse a Pisa la facoltà di respingere l'elezione di un mangravio che non fosse approvata da dodici cittadini pisani deputati a tale scopo.

## La valenza fiscale della fascia di rispetto
Successivamente, l'individuazione dell'area, che fungeva da primario serbatoio di risorse agro-alimentari per la città, valse ad introdurre una nuova circoscrizione amministrativa nel Comune di Lucca, fondamentale per la vita economica lucchese, il cosiddetto Distretto delle Sei Miglia, cui corrispondeva uno speciale trattamento fiscale, differenziato rispetto al rimanente territorio della Repubblica. 

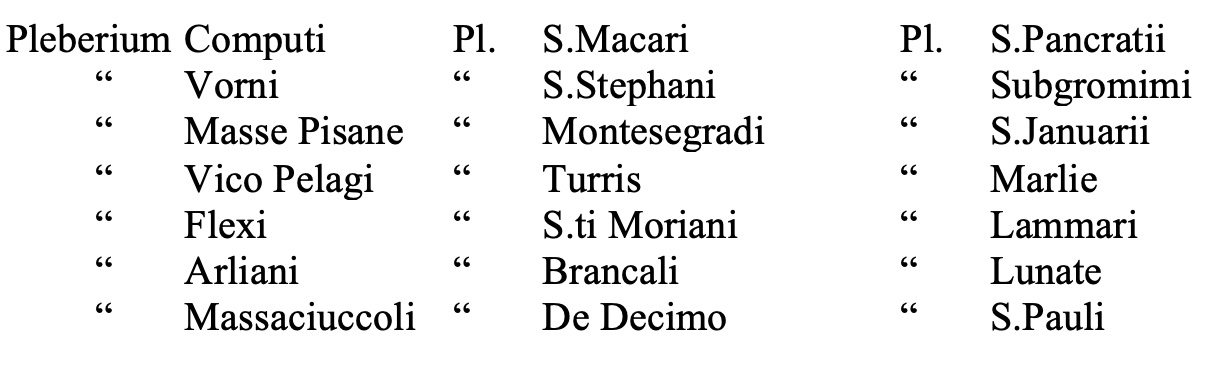
Elenco dei Pivieri delle Sei MIglia, tratto dal Regolamento del Comune di Lucca dell'anno 1261

Una delle prime applicazioni della circoscrizione fu realizzata nel 1261 dal Comune di Lucca che con un regolamento approvato dai consoli e dagli anziani impose una raccolta di ceri per la luminaria di Santa Croce anche per i pivieri del Distretto delle Sei Miglia. Ogni Pieve avrebbe dovuto recare almeno 12 libbre di ceri.
Le rilevazioni censuarie, i cosiddetti "estimi", venivano effettuate periodicamente sul territorio, attraverso misurazioni dei luoghi ed interviste ai proprietari: i risultati andavano a costituire registri distinti per ogni articolazione territoriale: gli esemplari di tali registri, sopravvissuti ai vandalismi messi in atto durante il periodo della occupazione pisana, sono attualmente conservati presso l'Archivio di Stato di Lucca. Il primo estimo lucchese laico risale all'anno 1275 ma non ne rimane alcun registro. Dell'estimo di Colle di Compito dell'anno 1284 rimangono pochi fogli. Nell'estimo del 1311 è contenuto il volume 9 che riporta l'estimo delle Sei Miglia, in pessime condizioni di conservazione.
Grazie alla vastissima documentazione conservata presso l'Archivio di Stato di Lucca, in parte ancora inesplorata, soprattutto nel XX secolo sono stati realizzati numerosi studi di tipo storiografico, sociologico e antropologico sulla popolazione delle Sei Miglia, alcuni dei quali, ove la documentazione è alquanto cospicua e attendibile come nel caso degli Estimi Guinigiani (1411-1413), si sono preoccupati esclusivamente di approfondire le prospettive di ulteriori ricerche. Secondo gli studi di Franca Leverotti sull'Estimo Guinigiano, rilevato tra il 1411 e il 1413 durante la signoria di Paolo Guinigi, all'inizio del XV secolo il distretto di Sei Miglia era costituito da:
- Contrade suburbane: Sant'Anna, San Donato extra portam, San Ponziano, San Pietro Maggiore, Via Mezzana, San Colombano e San Concordio (Estimo vol. 121); San Bartolomeo in Silice, San Iacopo alla Tomba, Pulia, San Filippo, Santa Annunziata, Acqua Calda (Estimo vol. 124).

- Comuni suburbani: Ponte San Pietro, Sant'Angelo in Campo, Salissimo, Monte San Quirico, Sant'Alessio (Estimo vol. 122); San Vito a Picciorana, San Cassiano a Vito, San Pietro a Vico, San Cassiano di Guamo, Pontetetto, Santo Stefano a Verciano, San Vincenzo a Verciano, Sorbano del Vescovo, Sorbano del Giudice (Estimo vol. 123).

- Pivieri (insiemi di comuni dipendenti da una Pieve[26]): Santo Stefano (Estimo vol.107), San Pancrazio (Estimo vol.108), Torre (Estimo vol.109), Lunata (Estimo vol. 110), Monsagrati (Estimo vol. 111), Arliano (Estimo vol. 112), Compito (Estimo vol.113), San Gennaro e comunità riunite di Valdotavo (Estimo vol. 114[27]), Segromigno (Estimo vol. 115), San Paolo (Estimo vol. 116), San Macario e comune di Marlia (Estimo vol. 117[27]), Massa Pisana e Massaciuccoli (Estimo vol. 118), Brancoli e Flesso (Estimo vol. 119), Lammari e Sesto Moriano  (Estimo vol. 120[27]), Vorno, Vicopelago e delle contrade suburbane (Estimo vol. 121-3 volumi registri cuciti assieme).

La distinzione amministrativa delle Sei Miglia rimase in vigore, per i medesimi fini, dal XIII secolo fino alla fine della Repubblica oligarchica lucchese, che coincise con l'instaurazione del Governo provvisorio del 1799.